# جوان‌سازی چهره
جوان‌سازی چهره (به انگلیسی: Facial rejuvenation)، یک درمان زیبایی (یا مجموعه‌ای از درمان‌های زیبایی) است که هدف آن بازگرداندن ظاهری جوان به چهره انسان است. جوان‌سازی چهره را می‌توان از طریق گزینه‌های جراحی یا غیر جراحی به دست آورد. روش‌ها می‌توانند از نظر تهاجمی و عمق درمان متفاوت باشند. روش‌های جراحی می‌توانند تقارن چهره را از طریق روش‌های هدفمند و بازسازی چهره و تغییرهای پوستی بازیابی کنند. روش‌های غیر جراحی می‌توانند عمق خاصی از ساختارهای صورت را هدف قرار دهند و نگرانی‌های موضعی صورت مانند چین و چروک، شلی پوست، هایپرپیگمانتاسیون و جای زخم را درمان کنند.
مدت ماندگاری تزریق فیلر لب چقدر است؟
تزریق فیلر به عنوان یک روش موقت، اصولا بین 6 ماه تا 1 سال ماندگاری خواهد داشت. البته در صورت رعایت مراقبت‌های بعد از تزریق، می‌تواند شاهد ماندگاری طولانی مدت‌تری بود. 
روش‌های جراحی (تهاجمی) جوان‌سازی چهره می‌تواند شامل لیفت ابرو و پیشانی، لیفت چشم (بلفاروپلاستی)، لیفت چهره (ریتیدکتومی)، لیفت چانه و لیفت گردن باشد. درمان‌های غیر جراحی (غیرتهاجمی) جوان‌سازی چهره می‌تواند شامل لایه‌برداری شیمیایی، تعدیل‌کننده‌های عصبی (مانند بوتاکس)، پرکننده‌های پوست، لایه‌برداری با لیزر، جوان‌سازی نور، فرکانس رادیویی و فراصوت باشد.
یکی دیگر از مواردی که در جوان‌سازی چهره کاربرد دارد تزریق ژل لب است. ژل لب به عنوان ماده‌ای پر کننده و حجم دهنده، از روش‌های کم عارضه شناخته شده است. 
در واقع روش های جوانسازی صورت شامل دو نوع کلی با جراحی و جوانسازی صورت بدون جراحی میشود، در نوع لیفت و جوانسازی بدون عمل جراحی از روش هایی مانند هایفوتراپی، تزریق بوتاکس، آر اف فرکشنال و... استفاده میشود.

## روش‌ها
روش‌های جوان‌سازی چهره می‌تواند شامل (اما نه محدود به) موارد زیر باشد:
- تزریق بوتاکس
- لایه‌برداری شیمیایی
- تزریق کلاژن
- طب سوزنی زیبایی
- تزریق فیلر پوستی
- الکتروتراپی
- تونینگ چهره
- فراکسل [۸]
- میکرو درم ابریژن
- جوان‌سازی لیزری
- لایه‌برداری با لیزر
- لیزر Nd:YAG
- آرایش دائمی [۹]
- روش ماتریس فیبرین غنی از پلاکت